# Tokyo Bordello
Pour plus de détails, voir Fiche technique et Distribution.
Tokyo Bordello (吉原炎上, Yoshiwara enjō) est un film japonais réalisé par Hideo Gosha, sorti en 1987.

## Synopsis
Apprentissage, début, grandeur, décadence et fin sordide d'une oiran, Hisano, vendue à un bordel du quartier de Yoshiwara par son père endetté dans le Japon du début XXe siècle.

## Fiche technique
Sauf indication contraire, les informations mentionnées dans cette section peuvent être confirmées par la base de données cinématographiques IMDb,  présente dans la section « Liens externes ».
- Titre : Tokyo Bordello
- Titre original : 吉原炎上 (Yoshiwara enjō?)
- Réalisation : Hideo Gosha
- Scénario : Sadao Nakajima
- Direction artistique : Yoshinobu Nishioka et Kazuyoshi Sonoda
- Décors : Keizô Fukui
- Costumes : Mamoru Mori
- Photographie : Fujio Morita
- Montage : Isamu Ichida
- Musique : Masaru Satō
- Société de production : Toei
- Pays d'origine : Japon
- Format : Couleurs - 1,85:1 - Mono
- Genre : drame
- Durée : 133 minutes
- Date de sortie :
  - Japon : 13 juin 1987

## Distribution
- Yûko Natori : Hisano Ueda
- Rino Katase : Kikugawa
- Jinpachi Nezu : Shinsuke Furushima
- Sayoko Ninomiya : Hisashige
- Mariko Fuji : Yoshizato
- Nenji Kobayashi : Tsubosaka
- Mikio Narita : Asaji Kon
- Sō Yamamura : Okura
- Ken Ogata : Fukushima